# Kadzsiura Juki
Kadzsiura Juki (梶浦 由記; Hepburn: Kajiura Yuki) (Tokió, 1965. augusztus 6. –) japán zeneszerző és zenei producer.  született Tokióban. Számos híres anime sorozathoz írt zenét, mint például a Kimagure Orange Road film, Noir, .hack//SIGN, Aquarian Age, Madlax, Mai-HiME, Mai-Otome, .hack//Roots, Pandora Hearts, Puella Magi Madoka Magica, Fate/Zero, Sword Art Online, Cubasza Chronicle és a Kara no Kjókai filmek (többek között). Emellett együtt dolgozott Szahasi Tosihikóval a Mobile Suit Gundam SEED és a Mobile Suit Gundam SEED Destiny zenéjén. Kadzsiura videójátékokhoz is szerzett zenét, beleértve a Xenosaga II átvezető zenéit és a Xenosaga III összes zenéjét. Legutoljára az NHK 2014 áprilisi reggeli doramája, a Hanako to Anne zenéjét szerezte.

## Élete
Apja munkája miatt Kadzsiura Nyugat-Németországban élt 1972-től a középiskolás éveiig. Az első zenedarabját 7 évesen írta nagymamájának, ami egy búcsúdal volt. A főiskola elvégzése után (ismét Tokióban) rendszermérnöki programozóként kezdett dolgozni, de 1992-ben karrierjét a zene irányába fordította. Beismerése szerint ez a döntés az apja befolyásának köszönhető, mert az opera és a klasszikus zene nagy rajongója volt.
1992 júliusában debütált egy csak nőkből álló hármas, a See-Saw részeként, melynek akkori tagjai Isikava Csiaki (főénekes), ő (háttérénekes, billentyűs), és Nisioka Jukiko voltak. A következő két év alatt az együttes kiadott hat kislemezt és két albumot, de 1995-ben ideiglenesen feloszlottak. Nisioka úgy döntött, hogy író lesz, míg Kadzsiura folytatta szólózenészi karrierjét. Más előadóknak szerzett zenét és zenei producerként dolgozott TV műsoroknál, reklámoknál, filmeknél, animéknél és videójátékoknál.
2001-ben, Kadzsiura és Isikava Csiaki újra összeálltak See-Saw néven, de már csak ketten. Ekkortájt került kapcsolatba Masimo Kóicsi anime stúdiójával a Bee Train-nel és az első népszerű munkájukkal, a Noir című animével.
Kadzsiura nagy fokú művészi szabadságot élvezhetett míg dolgozott a sorozaton, amit Masimo biztosított neki a sorozat rendezőjeként, és emiatt az együttműködésük Masimo több későbbi munkáján is folytatódott. Masimo nem tűzött ki célokat vagy szabott meg határokat, engedve Kadzsiurának, hogy szabadon alkosson. Ezek után pedig csak kiválasztotta a jelenetekhez megfelelőnek talált mintákat.
2002-ben, a See-Saw részt vett Mashimo egy újabb munkájában, mely a .hack//SIGN volt. A sorozat készítése alatt, Kadzsiura megismerkedett Emily Bindingerrel és mivel nagyon tetszett neki a hangja, felajánlotta neki, hogy a sorozatban tíz dalt is énekljen. A 2003-as Anime Expo-n viccelődve az "angol tanárának" is nevezte Bindingert.
Kadzsiura egyik szóló projektje a FictionJunction, ami a közhiedelem ellenére nem egy művésznév, hanem maga a projekt neve. A projekt részeként Kadzsiura együttműködik olyan énekesekkel, mint Nanri Júka, Kato Aszuka, és Oda Kaori. FictionJunction Júka, melyben Nanri az énekes, a legismertebb ezek közül. 2004-ben, a duó készítette Masimo Kóicsi Madlax című animéjének a nyitó- és záródalát és a következő évben kiadták első közös albumukat, a Destination-t.
2007 októberében be lett jelentve, hogy Kadzsiura részt vesz az Eminence Symphony Orchestra nevű zenekar 'A Night In Fantasia 2007 - Symphonic Anime Edition' című koncertjén, egy különleges vendégként.
A legújabb projektje a Kalafina, melynek tagjai Kubota Keiko (FictionJunction Keiko), Ótaki Vakana (FictionJunction Vakana) és további két énekes, Hikaru és Maja. Ők adták elő a Kara no Kjókai filmek záródalát is.
2009-ben a Fiction Junction visszatért, hogy elkészítsék a Pandora Hearts nyitódalát. Az anime zenéinek többségét Kadzsiura szerezte.
2011-ben a Puella Magi Madoka Magica című anime zenéjét ugyancsak Kadzsiura szerezte, míg a Kalafina adta elő a záródalt.
2013-ban Kadzsiura a Tokyo International Forum "A csarnokában" tartott koncertet.

## Diszkográfia

### Anime soundtrack-ek
| Anime címe                               | Kiadás éve | Rendező                      |
| ---------------------------------------- | ---------- | ---------------------------- |
| Kimagure Orange Road: Summer's Beginning | 1996       | Kobajasi Oszamu              |
| Eat-Man                                  | 1997       | Masimo Kóicsi                |
| Noir                                     | 2001       | Masimo Kóicsi                |
| Aquarian Age                             | 2002       | Ohasi Josimicu               |
| .hack//SIGN                              | 2002       | Masimo Kóicsi                |
| .hack//Liminality                        | 2002       | Masimo Kóicsi                |
| Le Portrait de Petit Cossette            | 2004       | Sinbo Akijuki                |
| Madlax                                   | 2004       | Masimo Kóicsi                |
| Mai-HiME                                 | 2004       | Obara Maszakazu              |
| Mai-Otome                                | 2005       | Obara Maszakazu              |
| Cubasza Chronicle                        | 2005       | Masimo Kóicsi Morioka Hirosi |
| Elemental Gelade                         | 2005       | Ueda Shigeru                 |
| .hack//Roots                             | 2006       | Masimo Kóicsi                |
| Mai-Otome Zwei                           | 2006       | Obara Maszakazu              |
| Hokuto no ken                            | 2007       | Asida Tojó                   |
| El Cazador de la Bruja                   | 2007       | Masimo Kóicsi                |
| Cubasza Tokió Revelations                | 2007–2008  | Tada Sunszuke                |
| Cubasza Sunraiki                         | 2009       | Tada Sunszuke                |
| Pandora Hearts                           | 2009       | Kato Takao                   |
| Puella Magi Madoka Magica                | 2011       | Sinbo Akijuki                |
| Fate/Zero                                | 2011-2012  | Aoki Ei                      |
| Sword Art Online                         | 2012       | Ito Tomohiko                 |

### Videójáték soundtrack-ek
| Játék címe                                                    | Játékplatform | Kiadás éve | Cég                         |
| ------------------------------------------------------------- | ------------- | ---------- | --------------------------- |
| Double Cast                                                   | PlayStation   | 1998       | Sony Computer Entertainment |
| Meguri-aisite                                                 | PlayStation   | 1999       | Sony Music Entertainment    |
| Blood: The Last Vampire                                       | PlayStation 2 | 2000       | Sony Computer Entertainment |
| Xenosaga Episode II: Jenseits von Gut und Böse (Movie scenes) | PlayStation 2 | 2004       | Namco                       |
| Xenosaga Episode III: Also sprach Zarathustra                 | PlayStation 2 | 2006       | Namco                       |

### Film soundtrack-ek
| Film címe                                                       | Kiadás éve      | Rendező                                                |
| --------------------------------------------------------------- | --------------- | ------------------------------------------------------ |
| Tokió-Kjódai                                                    | 1995            | Icsikava Dzsun                                         |
| Ruby Fruit                                                      | 1995            | Kimiduka Takumi                                        |
| Rainbow                                                         | 1999            | Kumazava Naoto                                         |
| Boogiepop and others                                            | 2000            | Kaneda Rju                                             |
| Moon                                                            | 2000            | Kimiduka Takumi                                        |
| Cubasza Reservoir Chronicle Movie: Princess in Birdcage Kingdom | 2005            | Kavaszaki Icuro                                        |
| Kara no Kjókai filmek                                           | 2007–2009, 2013 | Aoki Ei, Nonaka Takuja, Oburai Micuru & Szudó Tomonori |
| Achilles and the Tortoise                                       | 2008            | Kitano Takesi                                          |
| Puella Magi Madoka Magica the Movie Part I: Beginnings          | 2012            | Sinbo Akijuki Mijamoto Jukihiro                        |
| Puella Magi Madoka Magica the Movie Part II: Eternal            | 2012            | Sinbo Akijuki Mijamoto Jukihiro                        |
| Puella Magi Madoka Magica the Movie Part III: Rebellion         | 2013            | Sinbo Akijuki Mijamoto Jukihiro                        |

### Musicalek
| Cím                      | Kiadás éve |
| ------------------------ | ---------- |
| Sakura-Wars              | 1998       |
| Fine                     | 1998       |
| Funk-a-Step              | 1998       |
| Funk-a-Step II           | 1999       |
| Christmas Juliette       | 1999–2000  |
| High-School Revolution   | 2000       |
| Christmas Juliette       | 2000       |
| Shooting-Star Lullaby    | 2001       |
| Love's Labour's Lost/Set | 2002       |
| Angel Gate               | 2006       |

### Szóló albumok
| Cím        | Kiadás éve |
| ---------- | ---------- |
| Fiction    | 2003       |
| Fiction II | 2011       |

### Kiadott albumok
| Cím               | Előadó               | Kiadás éve |
| ----------------- | -------------------- | ---------- |
| I have a dream    | See-Saw              | 1993       |
| See-Saw           | See-Saw              | 1994       |
| Early Best        | See-Saw              | 2003       |
| Dream Field       | See-Saw              | 2003       |
| melody            | Csiba Szaeko         | 2003       |
| everything        | Csiba Szaeko         | 2004       |
| Destination       | FictionJunction Júka | 2004       |
| Circus            | FictionJunction Júka | 2007       |
| Re/oblivious      | Kalafina             | 2008       |
| Everlasting Songs | FictionJunction      | 2009       |
| Seventh Heaven    | Kalafina             | 2009       |
| Red Moon          | Kalafina             | 2010       |
| After Eden        | Kalafina             | 2011       |
| Consolation       | Kalafina             | 2013       |
| Elemental         | FictionJunction      | 2014       |

### Összeállítás albumok
| Cím                      | Kiadás éve |
| ------------------------ | ---------- |
| The Works for Soundtrack | 2011       |

### Egyéb közreműködések
| Műfaj          | Cím                                      | Közreműködés                                                                                          | Év   |
| -------------- | ---------------------------------------- | --- | ---- |
| Anime          | Jura Tripper                             | Záródal                                                                                               | 1995 |
| Anime          | Mobile Suit Gundam Seed                  | Záródal & aláfestő zenék                                                                              | 2002 |
| Anime          | Chrono Crusade                           | Záródal                                                                                               | 2003 |
| Videójáték     | .hack//Quarantine                        | Jaszasí Joake (a .hack//SIGN-ból)                                                                     | 2003 |
| Anime          | The World of Narue                       | Záródal                                                                                               | 2003 |
| Anime          | Mobile Suit Gundam Seed Destiny          | Záródal & aláfestő zenék                                                                              | 2004 |
| Anime          | .hack//Legend of the Twilight            | Záródal                                                                                               | 2004 |
| Anime          | Loveless                                 | Főcímdal                                                                                              | 2005 |
| Anime          | Sónen Onmjódzsi                          | Nyitódal                                                                                              | 2006 |
| Anime          | .hack//Roots                             | Nyitódal                                                                                              | 2006 |
| Anime          | Bakumacu Kikanszecu Irohanihoheto        | Nyitódal                                                                                              | 2006 |
| Anime          | Mai-Otome Zwei                           | Záródal 2-3                                                                                           | 2007 |
| Anime          | Baccano!                                 | Záródal                                                                                               | 2007 |
| Anime          | Amacuki                                  | Záródal                                                                                               | 2008 |
| TV Dráma       | Negima (dráma)                           | Záródal                                                                                               | 2008 |
| Anime          | Kurosicudzsi                             | Záródal                                                                                               | 2008 |
| Dokumentumfilm | Unknown Episodes of History - Historia   | Soundtrack                                                                                            | 2009 |
| Anime          | So Ra No Wo To                           | Nyitódal                                                                                              | 2010 |
| Anime          | Ókami Kakusi                             | Főcímdal                                                                                              | 2010 |
| Anime          | Eve no Dzsikan                           | Záródal                                                                                               | 2010 |
| Videójáték     | Nobunaga's Ambition                      | Főcímdal                                                                                              | 2010 |
| Anime          | Kurosicudzsi II                          | Aláfestő zene                                                                                         | 2010 |
| TV Dráma       | 15 Szai no Siganhei                      | Zene                                                                                                  | 2010 |
| Videójáték     | .hack//Link                              | Edge (a .hack//Liminality-ből), Obsession (a .hack//SIGN-ból) és Silly-Go-Round. (a .hack//Roots-ból) | 2010 |
| Dokumentumfilm | Unknown Episodes of History - Historia 2 | Soundtrack                                                                                            | 2011 |
| Anime          | Sacred Seven                             | Nyitódal                                                                                              | 2011 |
| Videójáték     | Szenricu no Stratus                      | Nyitódal                                                                                              | 2011 |
| TV Dráma       | Hanako to Anne                           | Zene                                                                                                  | 2014 |

## Fordítás
Ez a szócikk részben vagy egészben  a   Yuki Kajiura című angol Wikipédia-szócikk ezen változatának fordításán alapul.  Az eredeti cikk szerkesztőit annak laptörténete sorolja fel. Ez a jelzés csupán a megfogalmazás eredetét és a szerzői jogokat jelzi, nem szolgál a cikkben szereplő információk forrásmegjelöléseként.